# Cerodontha yukonensis
Cerodontha yukonensis este o specie de muște din genul Cerodontha, familia Agromyzidae, descrisă de Spencer în anul 1969.
Este endemică în Yukon. Conform Catalogue of Life specia Cerodontha yukonensis nu are subspecii cunoscute.